# La Marmolina
La Marmolina és una muntanya de 971 metres que es troba al municipi de Cornudella de Montsant, a la comarca catalana del Priorat.